# 엘레판타섬

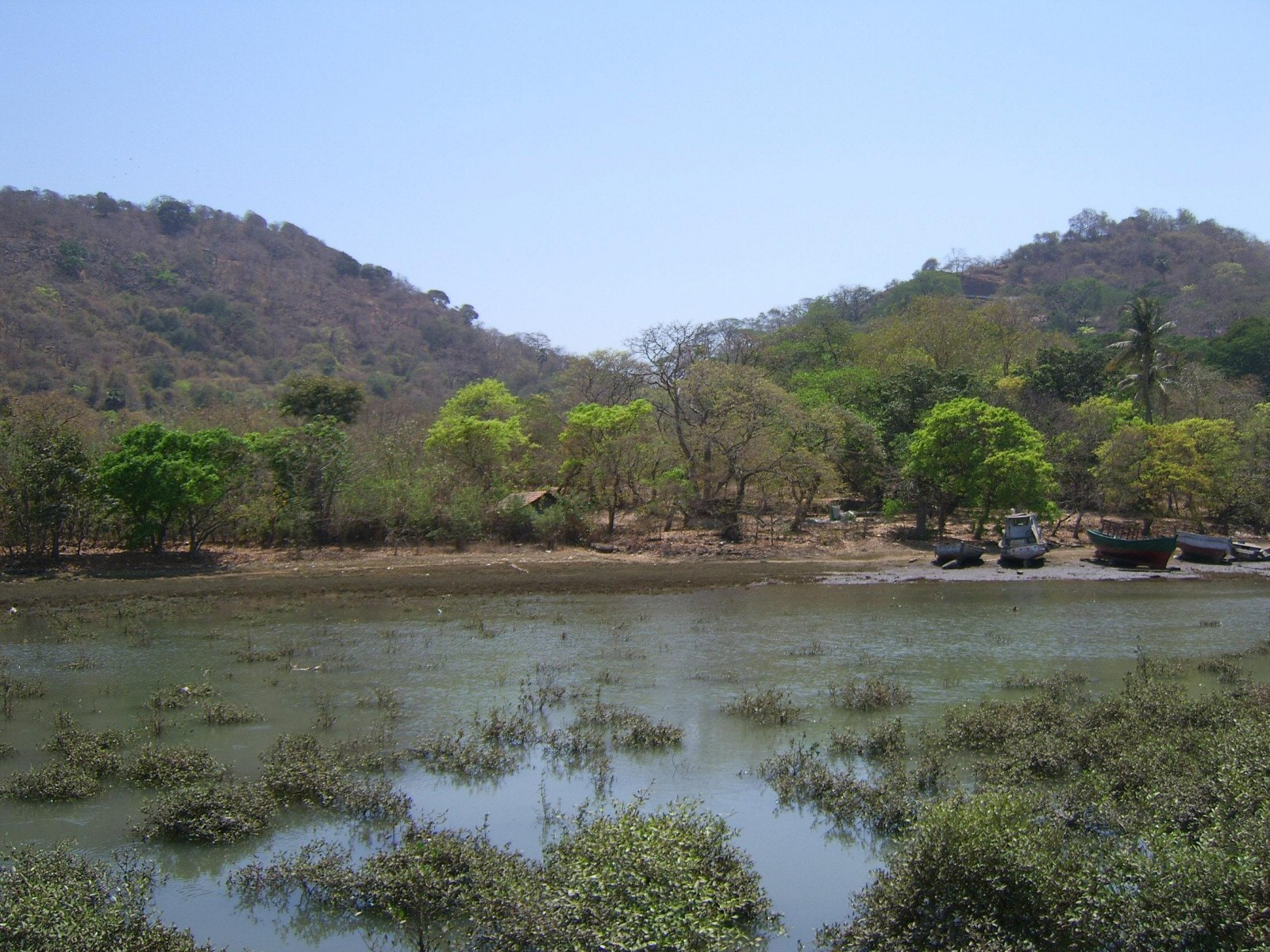
엘레판타 섬

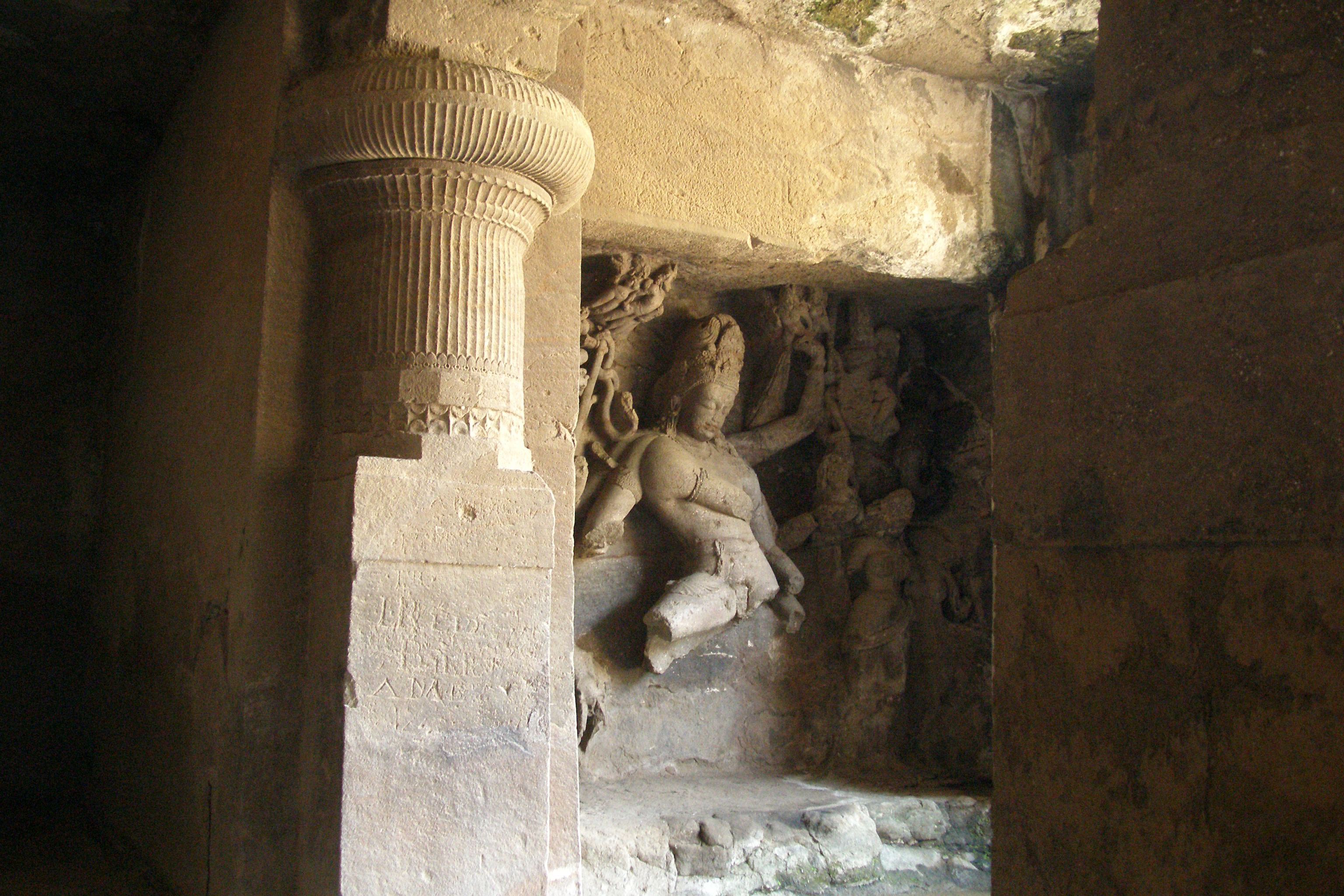
엘레판타 석굴의 석상

엘레판타섬(Elephanta Island)은 뭄바이 동쪽, 뭄바이 항 부두에서 9km 정도 떨어진 해상에 떠있는 작은 섬이다. 높이 약 200m의 바위산에 석굴을 파고 힌두교 사원이 조성되어 있다. 굽타 왕조 후기인 6∼8세기에 조성되었는데, 힌두교의 신들과 라마야나 신화의 이야기를 양각해 놓은 것이 신비롭다. 섬에는 일곱 개의 석굴이 있으며, 7세기에 만들어진 시바 사원에는 ‘춤추는 시바’ 등의 조각이 있다.

## 같이 보기
- 엘레판타 석굴 - 세계유산